# AOL
AOL, Inc., (tidigare America Online), (NYSE: AOL), är en amerikansk Internet-leverantör ägd av Time Warner. AOL var ett av de första företagen som erbjöd Internet-åtkomst för allmänheten. Idag är AOL känt som tillverkaren av chattprogrammet AOL Instant Messenger.
AOL köpte communityn Bebo den 13 mars 2008 för 850 miljoner dollar.